# Công ước Viên về Luật Điều ước quốc tế
Công ước Viên về Luật Điều ước quốc tế (tiếng Anh: Vienna Convention on the Law of Treaties, viết tắt: VCLT) là một thỏa thuận quốc tế quy định các điều ước quốc tế giữa các quốc gia có chủ quyền, hệ thống hóa luật tập quán quốc tế và thông lệ quốc gia liên quan đến các điều ước quốc tế.
Được biết đến như là "hiệp ước về các hiệp ước", VCLT thiết lập các hướng dẫn, quy tắc và thủ tục toàn diện về cách thức các hiệp ước được soạn thảo, xác định, sửa đổi và giải thích. Điều ước quốc tế là thỏa thuận bằng văn bản giữa các quốc gia tuân theo luật pháp quốc tế, trong đó quy định đồng thuận của các bên tham gia đối với việc tạo lập, thay đổi hoặc chấm dứt các quyền và nghĩa vụ của mình theo quy định trong điều ước.
Công ước Viên về Luật Điều ước quốc tế được thông qua và mở cho ký kết vào ngày 23 tháng 5 năm 1969, có hiệu lực từ ngày 27 tháng 1 năm 1980, và đã được 116 quốc gia có chủ quyền phê chuẩn tính đến tháng 1 năm 2018. Các bên không phê chuẩn, chẳng hạn như Hoa Kỳ, đã công nhận các phần của VCLT là cách trình bày lại luật tập quán quốc tế. Trong luật điều ước, VCLT là bên giải quyết tranh chấp về việc giải thích điều ước.

## Lịch sử
Công ước Viên về Luật Điều ước quốc tế (VCLT) do Ủy ban Pháp luật Quốc tế (ILC) của Liên Hợp Quốc soạn thảo và bắt đầu xây dựng công ước này từ năm 1949. Trong suốt 20 năm chuẩn bị, một số phiên bản dự thảo của Công ước do các báo cáo viên đặc biệt của ILC chuẩn bị, bao gồm các học giả luật quốc tế nổi tiếng James Brierly, Hersch Lauterpacht, Gerald Fitzmaurice và Humphrey Waldock.
INăm 1966, ILC đã thông qua 75 điều khoản dự thảo, mở đường cho thực hiện quy trình cuối cùng. Trải qua hai phiên họp năm 1968 và 1969, Hội nghị Viên đã hoàn thành và thông qua công ước vào ngày 22 tháng 5 năm 1969. Công ước được mở cho ký kết vào ngày hôm sau.

## Nội dung và ảnh hưởng
Trong thực tiễn luật pháp quốc tế, Công ước Viên về Luật Điều ước quốc tế là bên pháp lý về quy trình hình thành và hiệu lực của một điều ước. Vị thế pháp lý của VCLT được các quốc gia không ký kết (chẳng hạn như Hoa Kỳ và Ấn Độ) công nhận là có tính ràng buộc về mặt pháp lý đối với tất cả các quốc gia có chủ quyền đã công nhận vị thế tập quán quốc tế của Công ước Viên.
VCLT định nghĩa hiệp ước là "một thỏa thuận quốc tế được ký kết giữa các quốc gia [có chủ quyền] dưới dạng văn bản và được điều chỉnh bằng luật pháp quốc tế", đồng thời khẳng định "mọi quốc gia đều có khả năng ký kết các hiệp ước". Điều 1 của VCLT hạn chế việc áp dụng công ước đối với các điều ước bằng văn bản giữa các quốc gia, không bao gồm các điều ước quốc tế được ký kết giữa các quốc gia với các tổ chức quốc tế hoặc giữa các tổ chức quốc tế. Điều 26 quy định pacta sunt servanda, rằng các thỏa thuận phải được tuân thủ. Điều 53 định nghĩa jus cogens, quy phạm bắt buộc. Điều 62 định nghĩa Clausula rebus sic stantibus, xác định tình trạng có hiệu lực hay vô hiệu của điều ước quốc tế. Điều 77 định nghĩa cơ quan lưu giữ (dpositary), tổ chức hoặc cá nhân ký kết điều ước quốc tế nhiều bên.

## Phạm vi
Công ước Viên chỉ áp dụng cho các điều ước được thỏa thuận sau khi VCLT được phê chuẩn, và áp dụng cho các điều ước được thỏa thuận giữa các quốc gia có chủ quyền, nhưng không hiệu chỉnh các thỏa thuận khác giữa các quốc gia có chủ quyền với các tổ chức quốc tế hoặc giữa các tổ chức quốc tế, nếu bất kỳ quy tắc VCLT nào có tính ràng buộc độc lập với các quốc gia có chủ quyền đó. Trên thực tế, Điều 2 và Điều 5 của Công ước Viên áp dụng cho các hiệp ước giữa các quốc gia có chủ quyền và một tổ chức liên chính phủ.
Tuy nhiên, các thỏa thuận giữa các quốc gia và các tổ chức quốc tế hoặc giữa các tổ chức quốc tế sẽ tuân theo Công ước Viên về Luật điều ước giữa các quốc gia và các tổ chức quốc tế năm 1986 nếu Công ước này có hiệu lực. Hơn nữa, trong các điều ước quốc tế giữa các quốc gia và các tổ chức quốc tế, các điều khoản của Công ước vẫn được áp dụng giữa các quốc gia thành viên. Công ước không áp dụng cho các thỏa thuận bất thành văn.

## Các bên tham gia
Tính đến tháng 1 năm 2018, có 116 quốc gia thành viên đã phê chuẩn công ước và 15 quốc gia khác đã ký nhưng chưa phê chuẩn. Ngoài ra, Trung Hoa Dân Quốc (Đài Loan), hiện chỉ được 12 quốc gia thành viên Liên Hợp Quốc công nhận, đã ký Công ước vào năm 1970, trước khi Đại Hội đồng Liên Hợp Quốc tiến hành cuộc bỏ phiếu năm 1971 về chuyển giao ghế của Đài Loan cho Cộng hòa Nhân dân Trung Hoa, quốc gia sau đó đã gia nhập công ước. Có 66 quốc gia thành viên Liên Hợp Quốc chưa ký cũng như phê chuẩn công ước.

## Công thức Viên

### Ký kết, phê chuẩn và gia nhập
Các hiệp ước và công ước quốc tế có các quy định về những thực thể nào có thể tham gia ký, phê chuẩn hoặc gia nhập. Một số điều ước chỉ giới hạn ở các quốc gia là thành viên Liên Hợp Quốc hoặc các bên tham gia Quy chế của Tòa án Công lý Quốc tế. Trong một số trường hợp hiếm hoi, có một danh sách hạn chế rõ ràng về các bên tham gia hiệp ước. Thường thì mục đích của các quốc gia đàm phán (hầu hết hoặc tất cả thường trở thành các bên ký kết sáng lập) là hiệp ước không bị hạn chế ở các quốc gia cụ thể và do đó có thể sử dụng cách diễn đạt như "hiệp ước này được mở cho các quốc gia ký kết sẵn sàng chấp nhận các điều khoản của nó" (còn gọi là "all states formula").
Trong trường hợp các tổ chức khu vực, chẳng hạn như Ủy hội châu Âu hoặc Tổ chức các quốc gia châu Mỹ, nhóm các quốc gia đàm phán mà một khi đã nhất trí có thể ký và phê chuẩn hiệp ước thì thường được giới hạn ở các quốc gia thành viên của chính họ. Các quốc gia không phải là thành viên có thể gia nhập tổ chức sau. Tuy nhiên, đôi khi một nhóm cụ thể gồm các quốc gia phi thành viên hoặc các chủ thể phi nhà nước có thể được mời tham gia đàm phán. Ví dụ, Ủy hội châu Âu từng mời "các quốc gia phi thành viên" Canada, Tòa Thánh (Thành Vatican), Nhật Bản, México và Hoa Kỳ "tham gia xây dựng" Công ước Istanbul 2011 và đặc biệt cho phép Liên minh châu Âu (được mô tả là "Tổ chức quốc tế" chứ không phải là "Nhà nước") ký và phê chuẩn công ước, thay vì gia nhập, và "các quốc gia phi thành viên khác" chỉ có thể gia nhập.
Việc ký kết và phê chuẩn một hiệp ước với tư cách là một quốc gia đàm phán có tác dụng tương tự như việc gia nhập một hiệp ước của một quốc gia không tham gia vào quá trình đàm phán. Thông thường, việc gia nhập chỉ diễn ra sau khi điều ước đã có hiệu lực, nhưng Tổng Thư ký Liên Hợp Quốc cũng từng chấp nhận việc gia nhập ngay cả trước khi hiệp ước có hiệu lực.  Nhược điểm duy nhất của việc không phải là quốc gia đàm phán là không thể tác động đến nội dung của điều ước, nhưng vẫn được phép tuyên bố bảo lưu đối với các quy định cụ thể của điều ước mà mình mong muốn gia nhập (Điều 19).

### Câu hỏi về tư cách quốc gia
Khi một điều ước được mở cho các "Quốc gia", cơ quan lưu chiểu có thể khó hoặc không thể xác định thực thể nào là "Quốc gia". Nếu hiệp ước chỉ giới hạn cho các thành viên Liên Hợp Quốc hoặc các bên tham gia Quy chế của Tòa án Công lý Quốc tế thì vấn đề tư cách sẽ không mơ hồ như vậy. Tuy nhiên, điều này lại làm nảy sinh một khó khăn liên quan đến khả năng tham gia vào các hiệp ước, đó là các thực thể có vẻ phi Quốc gia lại không được phép gia nhập Liên Hợp Quốc hoặc trở thành bên tham gia Quy chế của Tòa án Công lý Quốc tế. Bởi lẽ, có sự phản đối vì lý do chính trị của thành viên thường trực Hội đồng Bảo an hoặc chưa nộp đơn xin làm thành viên ICJ hoặc Liên Hợp Quốc. Vì khó khăn đó không phát sinh liên quan đến tư cách thành viên trong các cơ quan chuyên môn, nơi không có quy trình "phủ quyết", một số Quốc gia trong số đó đã trở thành thành viên của các cơ quan chuyên môn và do đó về bản chất được cộng đồng quốc tế công nhận là "Quốc gia". Theo đó, để việc cho phép tham gia càng rộng rãi càng tốt, một số công ước sau đó đã quy định rằng chúng cũng được mở cho các quốc gia thành viên của các cơ quan chuyên môn tham gia. Loại điều khoản entry-into-force (có hiệu lực) được sử dụng trong Công ước Viên về Luật Điều ước quốc tế sau này được gọi là "Vienna formula" (công thức Viên) và cách diễn đạt của nó đã được nhiều hiệp ước, công ước và tổ chức khác nhau sử dụng.
Một số hiệp ước sử dụng nó bao gồm các điều khoản rằng ngoài các quốc gia thành viên này, bất kỳ Quốc gia nào khác do bởi một cơ quan hoặc tổ chức cụ thể mời tham gia (thường là Đại Hội đồng Liên Hợp Quốc hoặc một tổ chức do hiệp ước đang đề cập thành lập) cũng có thể tham gia, do đó làm cho phạm vi của các bên ký kết tiềm năng thậm chí còn rộng hơn.
Công ước này sẽ để ngỏ cho tất cả các quốc gia là thành viên của Liên Hợp Quốc hoặc thành viên của các tổ chức chuyên môn hoặc Tổ chức Năng lượng Nguyên tử Quốc tế, hoặc bất kỳ quốc gia nào tham gia Quy chế Tòa án Quốc tế và bất kỳ quốc gia nào khác do Đại Hội đồng Liên Hợp Quốc mời để trở thành một bên tham gia Công ước, ký theo cách thức như sau: cho tới ngày 30 tháng 11 năm 1969 tại Bộ Ngoại giao của Liên bang Áo và tiếp theo, cho tới ngày 30 tháng 11 năm 1970 tại trụ sở Liên Hợp Quốc ở New York.— Công ước Viên về Luật Điều ước quốc tế, Điều 81, Chữ ký

## Diễn giải các điều ước
Các điều 31-33 của VCLT nói về các nguyên tắc diễn giải các công ước, hiệp ước,... Những nguyên tắc này được Ủy ban Pháp luật Quốc tế (ILC) công nhận là đại diện cho luật tập quán quốc tế.
Các nguyên tắc diễn giải được quy định tại Điều 31 phải được tiến hành trước khi áp dụng các nguyên tắc của Điều 32, trong đó nêu rõ rằng nó đưa ra các phương thức diễn giải bổ sung.
Tòa án Công lý Châu Âu cũng đã áp dụng quy định diễn giải của VCLT trong các vụ án khác nhau, trong đó có Vụ Bosphorus Queen (2018), khi tòa diễn giải phạm vi của thuật ngữ "any resources" (bất kỳ nguồn lực nào) tại Điều 220(6) của UNCLOS.
VCLT thường được sử dụng trong các vụ kiện trọng tài đầu tư.